# KF Adriatiku Mamurrasi
KF Adriatiku Mamurrasi was een Albanese voetbalclub uit de stad Mamurras. De club speelde zijn thuiswedstrijden in het plaatselijke Fusha Sportive Mamurras, dat plaats biedt aan zo'n 6.500 toeschouwers. In 1949 werd KS Mamurrasi opgericht. Tussen 1991 en 2008 werd als KS Vëllazerimi gespeeld. In 2017 werd de club opgeheven.